# Frémicourt
Ne doit pas être confondu avec Fresnicourt
Frémicourt est une commune française située dans le département du Pas-de-Calais en région Hauts-de-France. Ses habitants sont appelés les Frémicourtois.
La commune fait partie de la communauté de communes du Sud-Artois qui regroupe 64 communes et compte 27 059 habitants en 2021.

## Géographie

### Localisation
Localisée dans le sud-est du département du Pas-de-Calais, Bléquin est une commune située, à vol d'oiseau, à 4 km à l'est de la commune de Bapaume (aire d'attraction) et à 21 km au sud de la commune d’Arras (chef-lieu d'arrondissement et préfecture du Pas-de-Calais).
Le territoire de la commune est limitrophe de ceux de cinq communes.
Les communes limitrophes sont  Bancourt, Beugny, Beugnâtre, Haplincourt et Vaulx-Vraucourt.

### Géologie et relief
La superficie de la commune est de 5,63 km2 ; son altitude varie de 98  à   127 m.

### Hydrographie
La commune est située dans le bassin Artois-Picardie. Elle n'est drainée par aucun cours d'eau,.

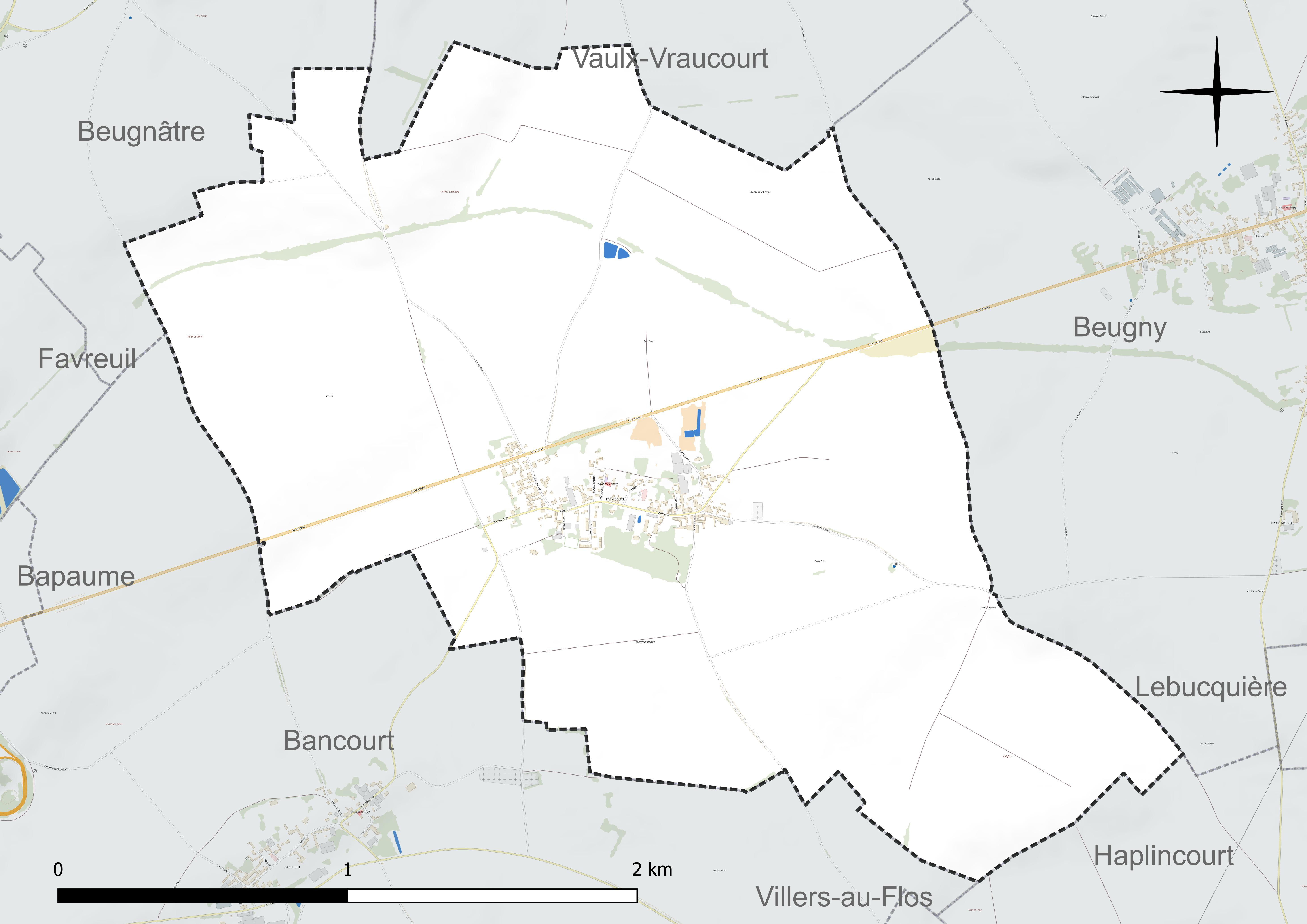
Réseau hydrographique de Frémicourt.

### Climat
Pour des articles plus généraux, voir Climat des Hauts-de-France et Climat du Pas-de-Calais.
En 2010, le climat de la commune est de type climat océanique dégradé des plaines du Centre et du Nord, selon une étude du CNRS s'appuyant sur une série de données couvrant la période 1971-2000. En 2020, Météo-France publie une typologie des climats de la France métropolitaine dans laquelle la commune est exposée à un climat océanique et est dans la région climatique Nord-est du bassin Parisien, caractérisée par un ensoleillement médiocre, une pluviométrie moyenne régulièrement répartie au cours de l'année et un hiver froid (3 °C).
Pour la période 1971-2000, la température annuelle moyenne est de 10 °C, avec une amplitude thermique annuelle de 14,7 °C. Le cumul annuel moyen de précipitations est de 750 mm, avec 11,7 jours de précipitations en janvier et 9,1 jours en juillet. Pour la période 1991-2020, la température moyenne annuelle observée sur la station météorologique la plus proche, située sur la commune de Wancourt à 15 km à vol d'oiseau, est de 10,8 °C et le cumul annuel moyen de précipitations est de 711,4 mm,. Pour l'avenir, les paramètres climatiques de la commune estimés pour 2050 selon différents scénarios d'émission de gaz à effet de serre sont consultables sur un site dédié publié par Météo-France en novembre 2022.

### Paysages
Pour un article plus général, voir Paysage en France.
La commune est située dans le paysage régional des grands plateaux artésiens et cambrésiens tel que défini dans l'atlas des paysages de la région Nord-Pas-de-Calais, conçu par la direction régionale de l'Environnement, de l'Aménagement et du Logement (DREAL),. Ce paysage régional, qui concerne 238 communes, est dominé par les « grandes cultures » de céréales et de betteraves industrielles qui représentent 70 % de la surface agricole utilisée (SAU).

### Milieux naturels et biodiversité

#### Espèces faunistiques et floristiques
Le site de l'Inventaire national du patrimoine naturel (INPN) recense 137 espèces faunistiques et floristiques sur le territoire de la commune dont trois protégées et trois menacées.

## Urbanisme

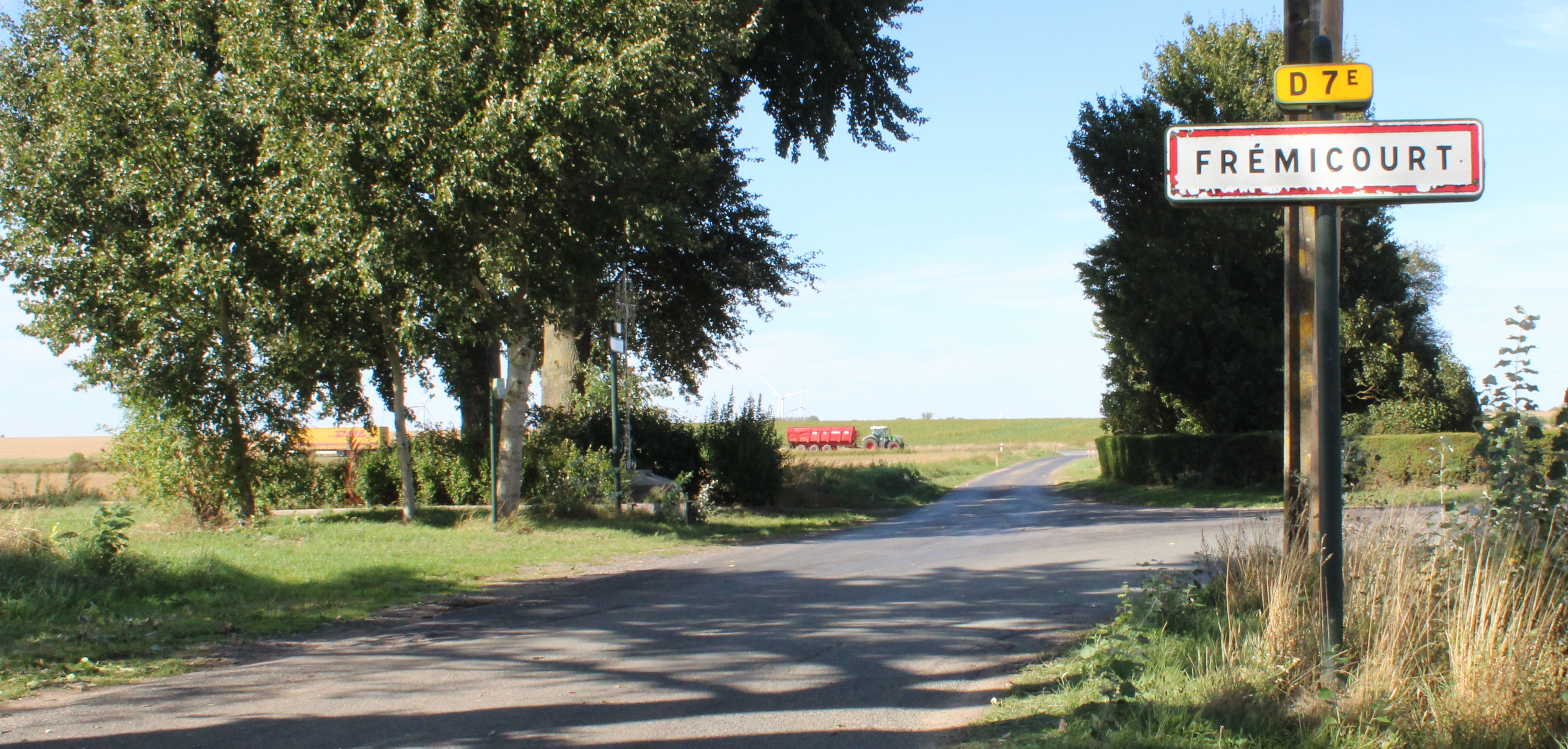
Une entrée du village.

### Typologie
Au 1er janvier 2024, Frémicourt est catégorisée commune rurale à habitat dispersé, selon la nouvelle grille communale de densité à sept niveaux définie par l'Insee en 2022.
Elle est située hors unité urbaine. Par ailleurs la commune fait partie de l'aire d'attraction de Bapaume, dont elle est une commune de la couronne,. Cette aire, qui regroupe 21 communes, est catégorisée dans les aires de moins de 50 000 habitants,.

### Occupation des sols
L'occupation des sols de la commune, telle qu'elle ressort de la base de données européenne d'occupation biophysique des sols Corine Land Cover (CLC), est marquée par l'importance des territoires agricoles (95,3 % en 2018), une proportion sensiblement équivalente à celle de 1990 (95,6 %). La répartition détaillée en 2018 est la suivante : 
terres arables (95,3 %), zones urbanisées (4,7 %). L'évolution de l'occupation des sols de la commune et de ses infrastructures peut être observée sur les différentes représentations cartographiques du territoire : la carte de Cassini (XVIIIe siècle), la carte d'état-major (1820-1866) et les cartes ou photos aériennes de l'IGN pour la période actuelle (1950 à aujourd'hui).

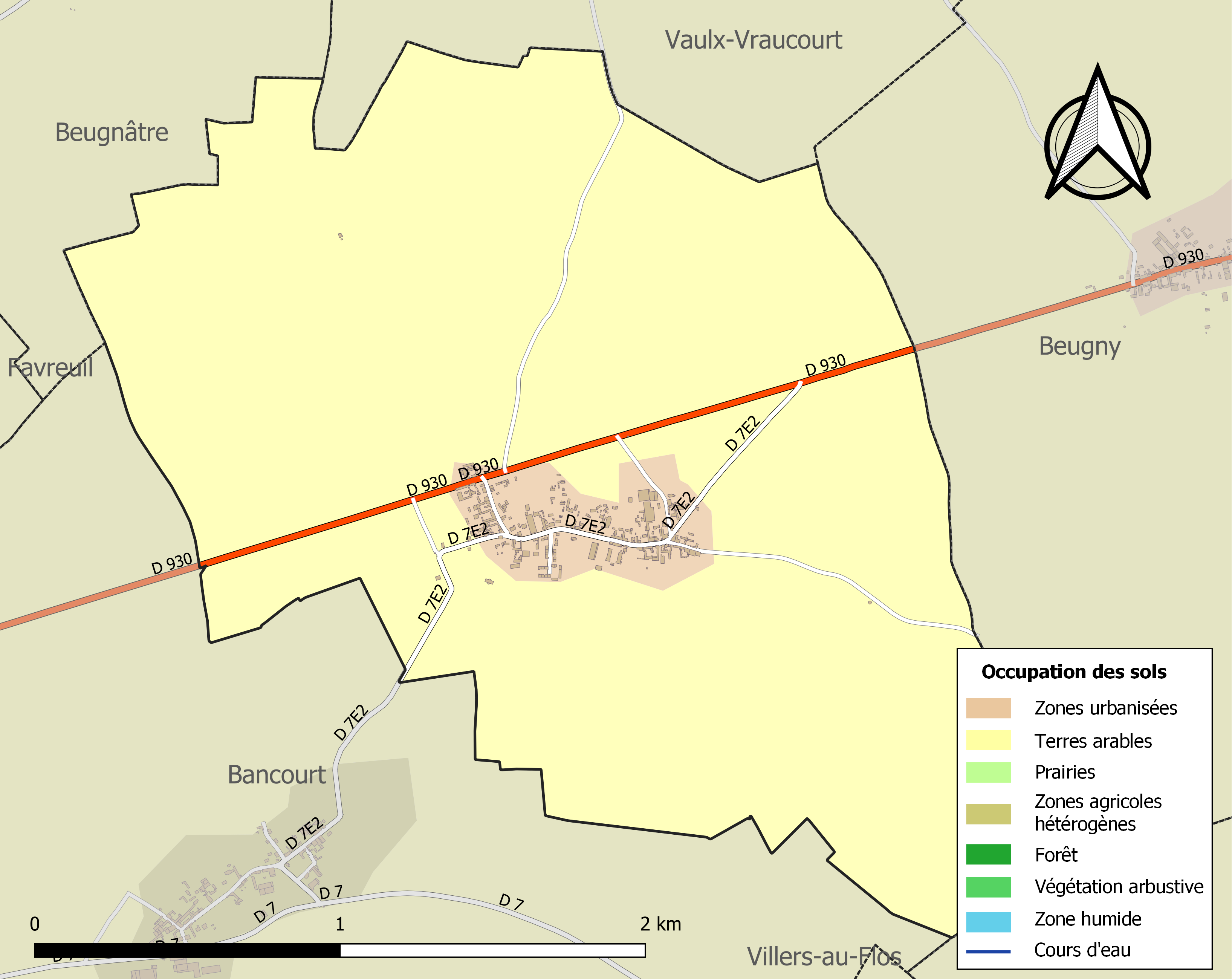
Carte des infrastructures et de l'occupation des sols de la commune en 2018 (CLC).

### Voies de communication et transports

#### Voies de communication
La commune est desservie par les routes départementales D 7 E2, D 930 et est située à 3 km à l'est de la sortie no 14 de l'autoroute A 1 reliant Paris et Lille.

#### Transport ferroviaire
La commune se trouve à 11 km à l'est de la gare d'Achiet, située sur la ligne de Paris-Nord à Lille, desservie par des trains TER Hauts-de-France.
La commune était située sur la ligne de chemin de fer d'Achiet à Bapaume et Marcoing, une ancienne ligne de chemin de fer secondaire qui reliait, entre 1871 et 1969, Achiet-le-Grand dans le département du Pas de Calais à Marcoing dans le département du Nord.

## Toponymie
Le nom de la localité est attesté sous les formes Fremercort en 1156 ; Fremiercort en 1212 ; Fermiercurt en 1212 ; Fremiecourt, Fermiercourt en 1260 ; Fremercort en 1267 ; Fremecourt en 1298 ; Fermercourt en 1384 ; Fremecourt au XIIIe siècle ; Friemecourt en 1310 ; Fremiercourt en 1315 ; Fremencourt en 1430 ; Fermicourt en 1515 ; Fremiecourt au XVIIIe siècle ; Fremicourt en 1793 ; Fremicourt et Frémicourt depuis 1801.

## Histoire
Frémicourt était dans le passé le siège d'une seigneurie.
En 1332, Raoul de Frémicourt, chevalier, est l'époux de Béatrice de Saint Simon. Il meurt peu après.
Son père Jean II est sire de Frémicourt, Ancourt et Lebucquière. Les deux époux Raoul et Béatrice appartiennent à des familles descendants des anciens comtes de Vermandois.
La famille de Saint Simon comptera dans ses descendants les Ducs de Saint Simon.
Vers 1650, Gilles Fruict, fils de Romain et de Marguerite Bave est seigneur de Frémicourt. Il est baptisé à Lille le 23 février 1629,  devient bourgeois de Lille le 16 mai 1629. Il prend pour femme Catherine Jacops (1629-1708), baptisée à Lille le 26 août 1629, fille de Nicolas Jacops, natif d'Anvers, marchand, bourgeois de Lille, anobli en 1652, et de Marie Robert.
En 1714, Pierre-François-Séraphin Hespel (1687-1768), (Famille d'Hespel), écuyer, est seigneur de Frémicourt. Il est le fils de Pierre-Clément, écuyer, seigneur d'Hocron (sur Sainghin-en-Weppes) et de Lestocquoy (sur Fournes-en-Weppes), bourgeois de Lille, receveur de la Présentation Notre-Dame et de Marguerite-Henriette Fruict. Il est baptisé à Lille le 16 mars 1687, devient bourgeois de Lille le 23 mai 1714, administrateur de la Noble famille (institution recueillant les jeunes filles nobles démunies), député aux États de Lille la même année. Il meurt le 7 janvier 1768, à 80 ans, est inhumé dans le chœur de l'église de La Madeleine à Lille. Il épouse le 15 avril 1714 à Lille Isbergue-Albertine Rouvroy (1693-1720), fille de Jacques, seigneur de Fournes-en-Weppes, bourgeois de Lille, receveur de l'hôpital de la présentation Notre-Dame (Hospice Comtesse), trésorier de France au bureau de la généralité de Lille, et de Marie-Madeleine Aronio. Elle est baptisée à Lille le 22 mai 1693 et meurt le 6 mai 1720, inhumée dans l'église Saint-Maurice de Lille.
Clément-Henri-François Hespel (1748-1815), est le fils de Clément-Séraphin-Marie, écuyer, seigneur d'Hocron, Coisnes (sur Salomé), bourgeois de Lille , député aux États de Lille, et de Henriette-Françoise de Wazières. Seigneur de Coisnes, Hocron, Frémicourt, Hollebecque, baptisé à Lille le 15 septembre 1748, bourgeois de Lille le 22 mars 1777, officier au régiment de Royal étranger cavalerie, il meurt à Lille le 8 mars 1815, à l'âge de 66 ans. Il épouse à Étricourt-Manancourt  le 19 juin 1776 Marie-Joseph-Jeanne-Gabrielle de Folleville, fille de Charles-François, marquis de Folleville, et de Marie-Jeanne-Marguerite Le Gras de Maurepaire. Née le 12 mai 1753, elle meurt à Lille le 20 février 1781.

### Première Guerre mondiale
La commune est décorée de la croix de guerre 1914-1918 par décret du 23 septembre 1920, distinction également attribuée à 276 autres communes du Pas-de-Calais.

## Politique et administration

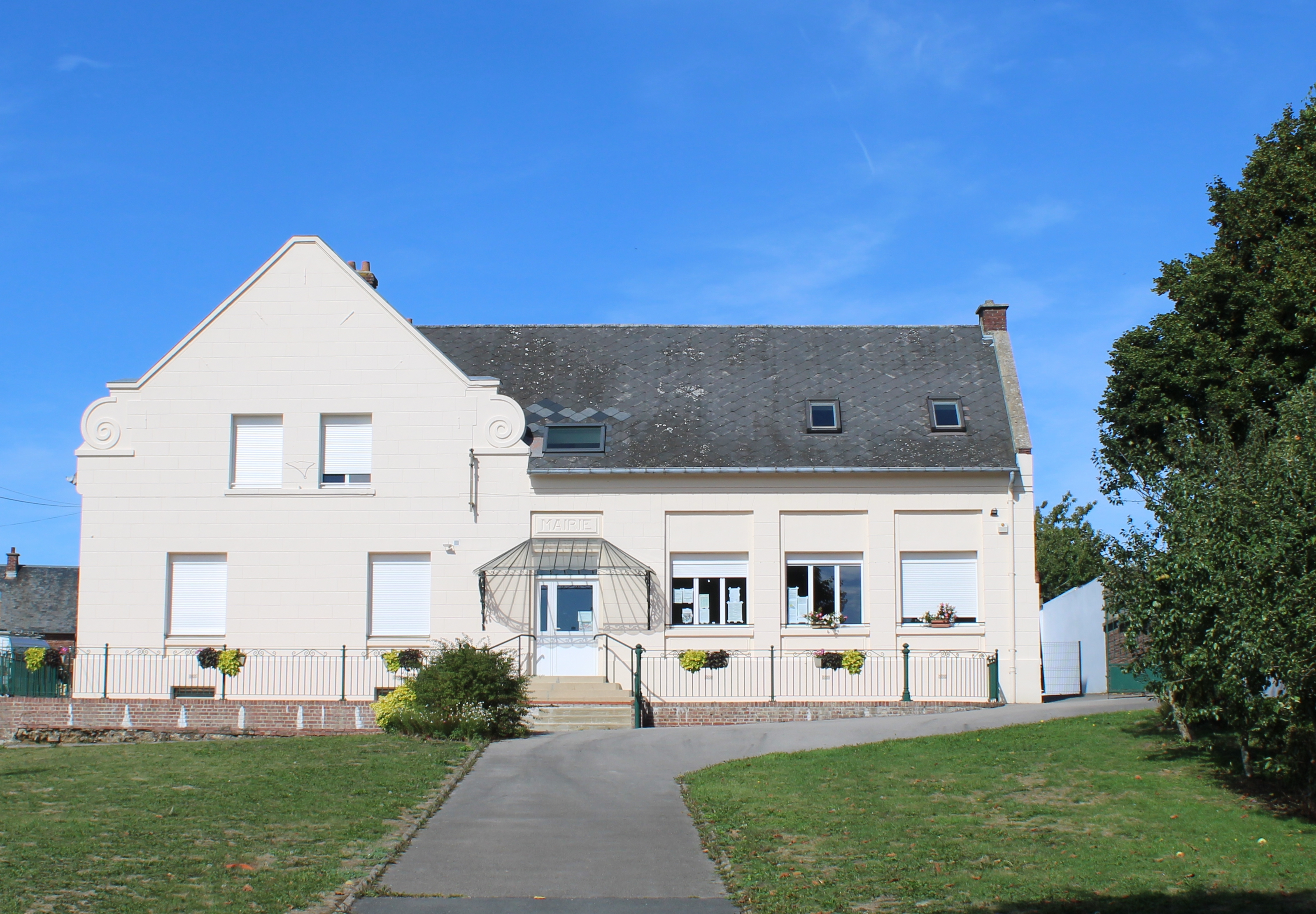
La mairie.

### Découpage territorial
La commune se trouve dans l'arrondissement d'Arras du département du Pas-de-Calais, depuis 1801.

#### Commune et intercommunalités
La commune est membre de la communauté de communes du Sud-Artois.

#### Circonscriptions administratives
La commune est rattachée au canton de Bapaume, depuis 1801.

#### Circonscriptions électorales
Pour l'élection des députés, la commune fait partie de la première circonscription du Pas-de-Calais.

### Élections municipales et communautaires

#### Liste des maires
| Période                                  | Période                   | Identité      | Étiquette | Qualité                                                                             |
| ---------------------------------------- | ------------------------- | ------------- | --------- | ----------------------------------------------------------------------------------- |
| Les données manquantes sont à compléter. |                           |               |           |                                                                                     |
| 1977                                     | En cours (au 7 mars 2022) | Daniel Tabary | UMP       | Enseignant retraité Réélu pour le mandat 2014-2020, Réélu pour le mandat 2020-2026, |

## Équipements et services publics

### Enseignement
La commune est située dans l'académie de Lille et dépend, pour les vacances scolaires, de la zone B.
Elle administre une école élémentaire en regroupement pédagogique intercommunal (RPI 56).

### Justice, sécurité, secours et défense
La commune dépend du tribunal judiciaire d'Arras, du conseil de prud'hommes d'Arras, de la cour d'appel de Douai, du tribunal de commerce d'Arras, du tribunal administratif de Lille, de la cour administrative d'appel de Douai, du pôle nationalité du tribunal judiciaire d'Arras et du tribunal pour enfants d'Arras.

## Population et société

### Démographie
Les habitants de la commune sont appelés les Frémicourtois.

#### Évolution démographique
L'évolution du nombre d'habitants est connue à travers les recensements de la population effectués dans la commune depuis 1793. Pour les communes de moins de 10 000 habitants, une enquête de recensement portant sur toute la population est réalisée tous les cinq ans, les populations de référence des années intermédiaires étant quant à elles estimées par interpolation ou extrapolation. Pour la commune, le premier recensement exhaustif entrant dans le cadre du nouveau dispositif a été réalisé en 2006.

En 2022, la commune comptait 239 habitants, en évolution de −3,63 % par rapport à 2016 (Pas-de-Calais : −0,72 %, France hors Mayotte : +2,11 %).
| 1793 | 1800 | 1806 | 1821 | 1831 | 1836 | 1841 | 1846 | 1851 |
| ---- | ---- | ---- | ---- | ---- | ---- | ---- | ---- | ---- |
| 332  | 251  | 398  | 454  | 512  | 519  | 526  | 531  | 519  |

| 1856 | 1861 | 1866 | 1872 | 1876 | 1881 | 1886 | 1891 | 1896 |
| ---- | ---- | ---- | ---- | ---- | ---- | ---- | ---- | ---- |
| 539  | 531  | 529  | 500  | 472  | 478  | 437  | 418  | 427  |

| 1901 | 1906 | 1911 | 1921 | 1926 | 1931 | 1936 | 1946 | 1954 |
| ---- | ---- | ---- | ---- | ---- | ---- | ---- | ---- | ---- |
| 401  | 408  | 382  | 256  | 284  | 277  | 294  | 292  | 319  |

| 1962 | 1968 | 1975 | 1982 | 1990 | 1999 | 2006 | 2011 | 2016 |
| ---- | ---- | ---- | ---- | ---- | ---- | ---- | ---- | ---- |
| 303  | 301  | 260  | 219  | 253  | 285  | 316  | 273  | 248  |

| 2021 | 2022 | - | - | - | - | - | - | - |
| ---- | ---- | - | - | - | - | - | - | - |
| 238  | 239  | - | - | - | - | - | - | - |

#### Pyramide des âges
En 2018, le taux de personnes d'un âge inférieur à 30 ans s'élève à 31,2 %, soit en dessous de la moyenne départementale (36,7 %). À l'inverse, le taux de personnes d'âge supérieur à 60 ans est de 25,9 % la même année, alors qu'il est de 24,9 % au niveau départemental.
En 2018, la commune comptait 114 hommes pour 126 femmes, soit un taux de 52,50 % de femmes, légèrement supérieur au taux départemental (51,50 %).
Les pyramides des âges de la commune et du département s'établissent comme suit.
| Hommes | Classe d’âge | Femmes |
| ------ | ------------ | ------ |
| 0,9    | 90 ou +      | 0,8    |
| 8,1    | 75-89 ans    | 10,6   |
| 15,9   | 60-74 ans    | 15,3   |
| 26,0   | 45-59 ans    | 25,9   |
| 18,8   | 30-44 ans    | 15,4   |
| 11,8   | 15-29 ans    | 18,5   |
| 18,4   | 0-14 ans     | 13,6   |

| Hommes | Classe d’âge | Femmes |
| ------ | ------------ | ------ |
| 0,5    | 90 ou +      | 1,6    |
| 5,6    | 75-89 ans    | 8,9    |
| 16,7   | 60-74 ans    | 18,1   |
| 20,2   | 45-59 ans    | 19,2   |
| 18,9   | 30-44 ans    | 18,1   |
| 18,2   | 15-29 ans    | 16,2   |
| 19,9   | 0-14 ans     | 17,9   |

## Culture locale et patrimoine

### Lieux et monuments
- L'église Saint-Amand[41]. Elle héberge trois éléments patrimoniaux inscrits au titre d'objet des monuments historiques[42].
- La chapelle.
- Le monument aux morts[43].

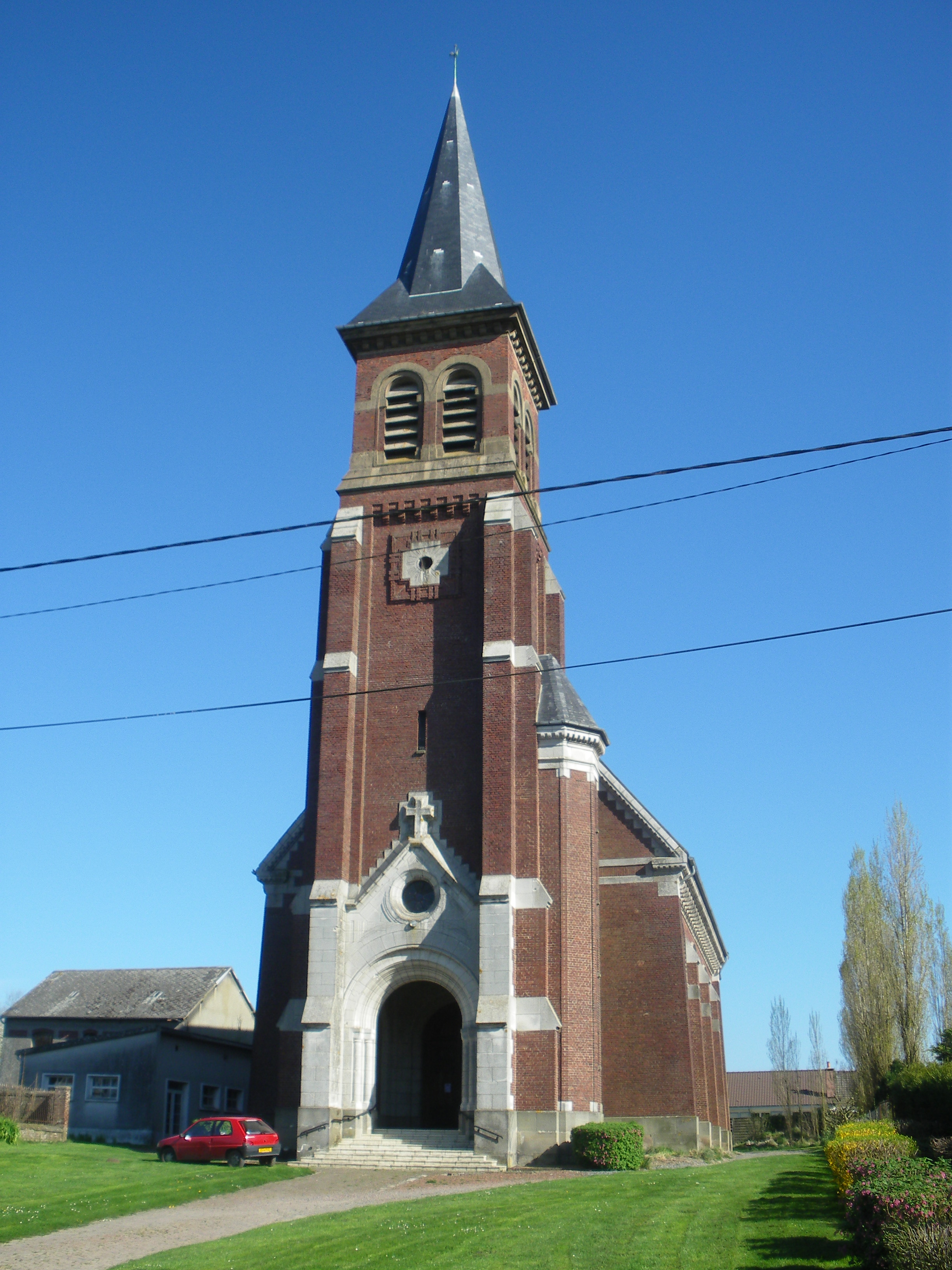
L'église.
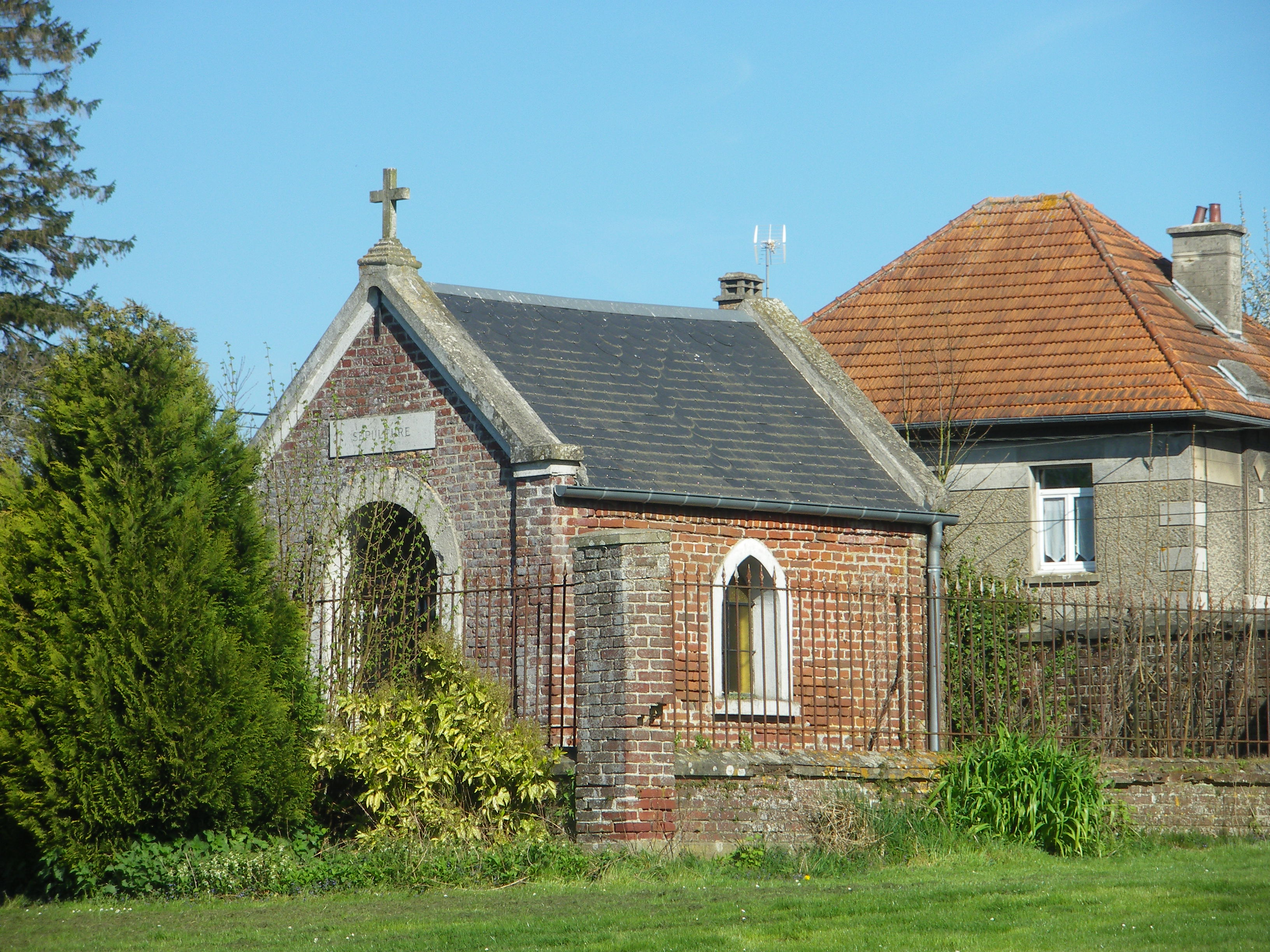
La chapelle.
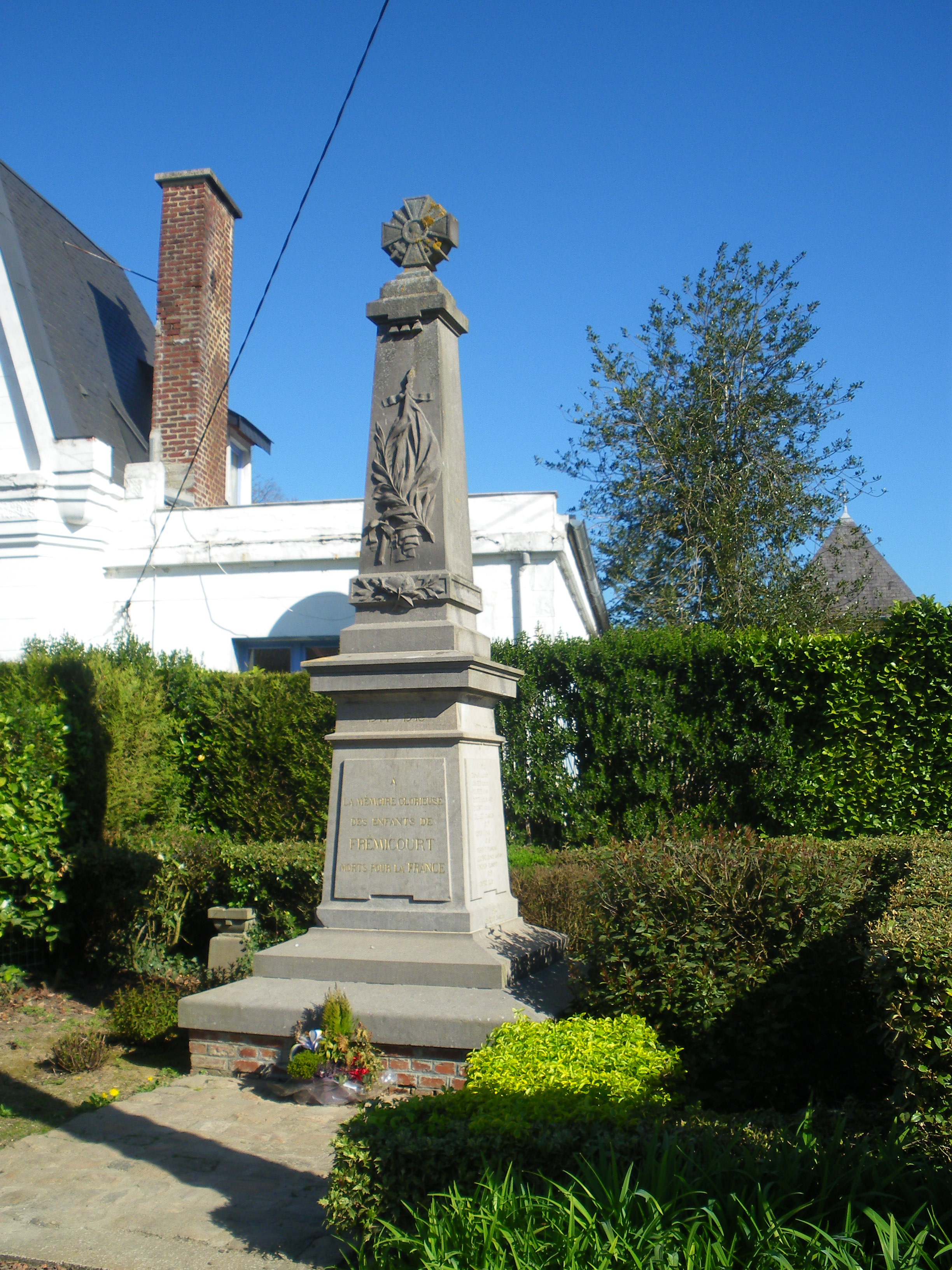
Le monument aux morts.

### Personnalités liées à la commune
- Cecil Sewell (en) (1895-1918), militaire britannique, mort à Frémicourt.

### Héraldique
| Blason de Frémicourt | Blason  | D'or à trois arbres arrachés de sinople, à la bordure componée de dix pièces, vairé-contre vairé d'or et d'azur et d'argent à l'aigle de sable. Ornements extérieursCroix de guerre 1914-1918 |
| Blason de Frémicourt | Détails | Le statut officiel du blason reste à déterminer. |

## Pour approfondir